# Monte Calarighe
El monte Calarighe es un relieve montañoso alto de hasta 473 m s. n. m., situado en la comunidad de Villanova Monteleone (SS), contiguo con la región de Rajadas.
De tal monte nace el río Temo.